# イボガ
イボガ（学名: Tabernanthe iboga）とはキョウチクトウ科サンユウカ属の多年生の低木である。西部アフリカから中部アフリカに原産。

インドールアルカロイドの一種で幻覚剤でもあるイボガインを多く含むことで知られている。